# 리릭 소프라노
리릭 소프라노(lyric soprano)는 오페라틱 소프라노의 일종으로, 서정적인 소프라노이다. 가장 일반적인 소프라노이다.

## 라이트 리릭 소프라노

### 라이트 리릭 소프라노 역할
출처:
- Alice, en:Le comte Ory (조아키노 로시니)
- Ännchen, 마탄의 사수 (카를 마리아 폰 베버) (or en:soubrette)
- Annina, 라 트라비아타 (주세페 베르디)
- Antonia, 호프만의 이야기 (자크 오펜바흐)
- Clorinda, 라 체네렌톨라 (Gioachino Rossini)
- Despina, 코지 판 투테 (볼프강 아마데우스 모차르트) (or soubrette)
- Euridice, 오르페오와 에우리디체 (크리스토프 빌리발트 글루크)
- Gretel, Hänsel und Gretel (Engelbert Humperdinck)
- Juliette, en:Roméo et Juliette (샤를 구노)
- Laurie Moss, en:The Tender Land (에런 코플런드)
- Lauretta, 잔니 스키키 (자코모 푸치니)
- Marzelline, 피델리오 (루트비히 판 베토벤)
- Manon, 마농 (쥘 마스네)
- Musetta, 라 보엠 (Puccini)
- Pamina, 마술피리 (Mozart)
- Servilia, en:La clemenza di Tito (Mozart)
- Sophie, 장미의 기사 (리하르트 슈트라우스)
- Sophie, 베르테르 (오페라) (Jules Massenet)
- Susanna, 피가로의 결혼 (Mozart) (or soubrette)
- Zerlina, 돈 조반니 (Mozart) (or soubrette)

## 풀 리릭 소프라노

### 풀 리릭 소프라노 역할
출처:
- Emilia, en:The Makropulos Case (레오시 야나체크)
- La Contessa, 피가로의 결혼 (볼프강 아마데우스 모차르트)
- Liù, 투란도트 (자코모 푸치니)
- Lulu, Lulu (알반 베르크)
- The Marschallin, 장미의 기사 (리하르트 슈트라우스)
- Magda, en:La rondine (Puccini)
- Wally, en:La Wally (en:Alfredo Catalani)
- Mimì, 라 보엠 (Puccini)
- Micaëla, 카르멘 (조르주 비제)
- Rusalka, en:Rusalka (안토닌 드보르자크)
- Tatyana, Eugene Onegin (표트르 차이콥스키)
- Hanna, en:The Merry Widow (프란츠 레하르)
- Bess, 포기와 베스 (조지 거슈윈)

## 같이 보기
- 콜로라투라 소프라노